# Thomas Tipping (1er baronnet)
Thomas Tipping (baptisé le 29 avril 1653 - 1er juillet 1718) est un baronnet anglais de la fin du XVIIe siècle et député.

## Famille
Tipping est le deuxième fils, mais dixième enfant, de Thomas Tipping de Wheatfield, Oxfordshire et de sa femme, Elizabeth, fille et cohéritière de White Beconshaw de Moyles Court à Ellingham, Hampshire. Thomas Senior est le neveu de l'écrivain puritain William 'Eternity' Tipping.
La femme de Tipping Junior, Anne Cheke, la fille de Thomas Cheke et de Letitia Russell, sœur de l'homme d'État whig Edward Russell (1er comte d'Orford), hérite de Pyrgo Park à Havering-atte-Bower dans l'Essex en 1659. L'école lady Tipping à Havering-atte-Bower est fondée en 1724 et dotée dès sa mort en 1728 d'un legs testamentaire,. Le couple hérite de Wheatfield Park en 1693. Ils ont deux filles – Letitia épouse de Samuel Sandys, 1er baron Sandys et Catherine épouse de Thomas Archer (1er baron Archer) – et un fils, Thomas.

## Biographie
Tipping entre au Trinity College d'Oxford en 1669 et à Lincoln's Inn où il étudie le droit en 1672.
Tipping est un whig notoire et est élu député d'Oxfordshire (1685) puis de Wallingford (1689, 1695 et 1698). Il est connu pour la promotion d'une clause conditionnelle au projet de loi pour la préservation de la personne de Jacques II ; cela permettrait aux membres du clergé de se prononcer contre le catholicisme romain. Plus tard, cependant, il devient tristement célèbre pour avoir réussi à marier son pupille à une prostituée de sa connaissance. Il s'enfuit quelque temps aux Pays-Bas. Il est répertorié comme étant opposé au roi en 1688 et rejoint Guillaume III lors de son débarquement en Angleterre. Tipping devient alors un opposant farouche à Jeffreys qui a condamné à mort sa tante maternelle Alice Lisle (en). Il ne cherche pas à être réélu au Parlement en 1701 et en mai 1713, lui et son frère seraient « devenus conservateurs ».
Outre ses activités politiques, Tipping est également officier militaire en tant que lieutenant-colonel dans le régiment d'infanterie de Lord Mordaunt entre 1688 et 1691.
Il est fait baronnet en 1698. En février 1704, la Chambre des lords lui donne l'autorisation « de vendre le manoir d'Ickford, dans le comté de Bucks, pour le paiement d'une dette y afférente ». Il meurt endetté, en prison, à Southwark le 1er juillet 1718, à l'âge de 65 ans.